# ابن وراق

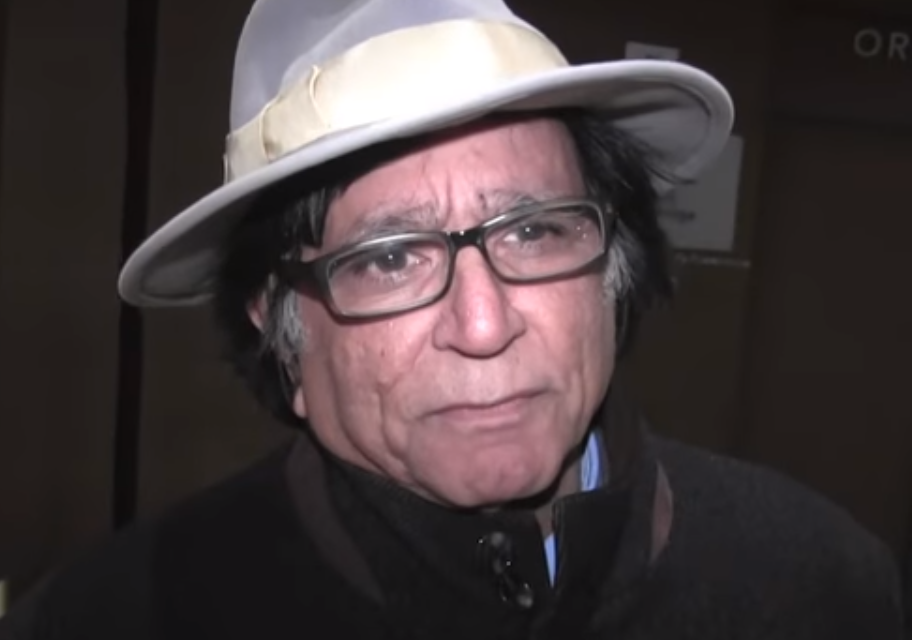
ابن وراق در سال ۲۰۱۸

ابن وراق نام مستعار نویسنده‌ای سرشناس در زمینه نقد اسلام است. او بنیانگذار بنیاد سکولاریزاسیون جامعه اسلامی و عضو ارشد مرکز برای تحقیق است. تمرکز او بر نقد قرآن است. تفسیرهای وراق از دید برخی جدلی و تحریفی است، درحالیکه برخی دیگر آثار او را پژوهش گرایانه دانسته‌اند.
وراق با تاریخ‌نگاری رویدادهای نخستین اسلام به شهرت جهانی رسید و کتاب‌هایی را در این زمینه به چاپ رسانده که ایده‌های رایج در مورد این دوره را به چالش می‌کشد. علت استفاده او از نام مستعار ابن وراق (به معنی پسر کاغذساز) نگرانی او از امنیت شخصی بوده‌است. به گفته وراق «من می‌ترسیدم سلمان رشدی دوم شوم.» نام ابن وراق به صورت تاریخی به دست نویسندگان گوناگونی در طول تاریخ اسلام به عنوان نامی جهت مخالفت با باور عام استفاده شده‌است. این نام به پژوهش‌گر شکاک سده ۹ به نام محمد الوراق برمی‌گردد. ابن وراق این نام را در سال ۱۹۹۵ زمانی که کتاب چرا مسلمان نیستم را نوشت برگزید.
او نویسنده کتاب‌های چرا مسلمان نیستم (۱۹۹۵)، ریشه‌های قرآن: مقالات کلاسیک دربارهٔ کتاب مقدس اسلام (۱۹۹۸)، جستجو برای محمد تاریخی (۲۰۰۰)، آنچه واقعاً قرآن می‌گوید (۲۰۰۲)، ترک اسلام (۲۰۰۳)، دفاع از غرب: نقد خاورشناسی ادوارد سعید (۲۰۰۷)، باکره ها؟ کدام باکره ها؟: و سایر مقالات (۲۰۱۰)، منابع قرآنی؛ پیش از اسلام، مسیحیت و تأثیرات قمرانیان (۲۰۱۱)، چرا غرب بهتر است: دفاع یک مسلمان مرتد از لیبرال دموکراسی (۲۰۱۱)، کدام قرآن (۲۰۱۱) و همچنین کتاب جنگ‌های صلیبی سر والتر اسکات و توهمات دیگر (۲۰۱۱) است.
وی در کنفرانس «قربانیان جهاد» سازمان ملل در کنار سخنرانانی چون بات یور، آیان حرصی علی و سیمون دنگ سخنرانی کرده‌است.